# Menyhért János
Menyhért János (Gönc, 1814 körül – Nagyvarsány, 1873. október 23.) református lelkész, író.

## Élete
Göncön született 1814 körül. Nem tudjuk, hol kezdte lelkészi pályáját, de 1845-ben már a Nyírségben, Bogáton szolgált. Onnan került 1848 áprilisában Nagyvarsányba, a Bogátra távozó Liszkay István helyére. Elődeivel ellentétben igen hosszú ideig, több mint 25 évig állt az egyházközség élén. Hét évig Sebő Sámuel, majd Nemes Ábrahám, Pap István, Lukács Károly, Csengeri Károly, Uszkai Károly működtek mellette iskolatanítóként. Az ő idejében készült az a fametszet, amely 1857-ben a nagyvarsányi református templomot és fa haranglábat ábrázolja. Íróként is tevékenykedett, cikkei a Vasárnapi Ujságban és a Nép Újságban jelentek meg. Az 1873 nyarán dúló kolerajárvány után néhány hónappal, október 23-án halt meg, tüdőszélhűdés következtében. A halálát követő, csaknem hét hónapig tartó átmeneti időszakban környékbeli lelkészek helyettesítették. Özvegyen maradt felesége gyermekeivel együtt Nyíregyházára költözött.

### Családja
1847. április 12-én Bogáton kötött házasságot a madai születésű Fábián Juliannával (~1831–1885). Nyolc gyermekük született:
- Erzsébet (Bogát, 1848 – ?)
- Zsuzsanna (Nagyvarsány, 1849 – uo., 1849)
- Ilona (Nagyvarsány, 1850 – Tornyospálca, 1917), Gyüre János pálcai iskolatanító felesége
- Amália (Nagyvarsány, 1852 – Nyíregyháza, 1917), nem ment férjhez
- János (Nagyvarsány, 1855 – Nyíregyháza, 1903), ügyvéd
- László (Nagyvarsány, 1857 – Debrecen, 1903 előtt), uradalmi ispán
  - László (Nyírbakta, 1883 – Budapest, 1967)
  - János (Téglás, 1885)
  - Géza (Téglás, 1889), m. kir. őrnagy
  - Margit (Debrecen, 1892)
- Katalin (Nagyvarsány, 1859 – Nyíregyháza, 1931 után), Nemes Imre demecseri jegyző felesége
  - Ferenc (Demecser, 1888 – Tiszapolgár, 1931), főszolgabíró
- Mária (Nagyvarsány, 1864 – uo., 1864)

## Munkái
- Árvízi pusztítás (1855)
- A pálinka mint ragályos nyavalya (1855)
- Nagy-Varsányi ref. templom és régiségei (1857)
- Egy lelkész levele a szerkesztőhöz (1859)
- Kertészkedjünk (1861)